# Helionidia rubrata
Helionidia rubrata är en insektsart som beskrevs av Irena Dworakowska 1971. Helionidia rubrata ingår i släktet Helionidia och familjen dvärgstritar. Inga underarter finns listade i Catalogue of Life.